# Raghudebbati
Raghudebbati è una suddivisione dell'India, classificata come census town, di 11.878 abitanti, situata nel distretto di Howrah, nello stato federato del Bengala Occidentale. In base al numero di abitanti la città rientra nella classe IV (da 10.000 a 19.999 persone).

## Geografia fisica
La città è situata a 22° 31' 32 N e 88° 11' 45 E e ha un'altitudine di 7 m s.l.m..

## Società

### Evoluzione demografica
Al censimento del 2001 la popolazione di Raghudebbati assommava a 11.878 persone, delle quali 6.084 maschi e 5.794 femmine. I bambini di età inferiore o uguale ai sei anni assommavano a 1.663, dei quali 862 maschi e 801 femmine. Infine, coloro che erano in grado di saper almeno leggere e scrivere erano 6.948, dei quali 3.954 maschi e 2.994 femmine.